# Nati nel 1962/Settembre
| Questa pagina contiene informazioni ricavate automaticamente dalle voci biografiche con l'ausilio del template Bio e di un bot. L'aggiornamento è periodico e automatico e ricostruisce completamente la pagina. Se manca una persona in questa lista, sei pregato di non aggiungerla, ma accertati piuttosto che la sua voce biografica contenga il template Bio e che i dati anagrafici siano correttamente compilati. Se il template Bio manca, inseriscilo tu stesso o, in alternativa, metti l'avviso {{tmp\|Bio}} che ne segnala la mancanza. Se i dati riportati sono sbagliati, correggi direttamente la voce biografica; le modifiche saranno visibili in questa lista entro pochi giorni. Per chiarimenti vedi il progetto biografie. La lista contiene solo le 292 persone che sono citate nell'enciclopedia e per le quali è stato implementato correttamente il template Bio. Pagina aggiornata al 18 ago 2025. |

- 1º settembre - Carolee Carmello, attrice e cantante statunitense
- 1º settembre - Tony Cascarino, ex calciatore inglese
- 1º settembre - Ruud Gullit, ex calciatore e allenatore di calcio olandese
- 1º settembre - Michelle Meyrink, attrice canadese
- 2 settembre - Knut Leo Abrahamsen, ex combinatista nordico norvegese
- 2 settembre - Gilbert Bodart, ex calciatore e allenatore di calcio belga
- 2 settembre - Dominique Farrugia, regista, attore e produttore cinematografico francese
- 2 settembre - Chile Eboe-Osuji, giudice nigeriano
- 2 settembre - Giovanni Endrizzi, politico italiano
- 2 settembre - Vlatko Glavaš, allenatore di calcio e ex calciatore bosniaco
- 2 settembre - Maury Ponickwar de Souza, ex cestista brasiliano
- 2 settembre - Caroline O'Connor, attrice, ballerina e cantante britannica
- 2 settembre - Giacomo Pilati, giornalista e scrittore italiano
- 2 settembre - Prachya Pinkaew, regista, sceneggiatore e produttore cinematografico thailandese
- 2 settembre - Haris Škoro, ex calciatore jugoslavo
- 2 settembre - Tracy Smothers, wrestler statunitense († 2020)
- 2 settembre - Keir Starmer, politico e avvocato britannico
- 3 settembre - Bobby Barnes, ex calciatore inglese
- 3 settembre - Nikolaj Denkov, politico e chimico bulgaro
- 3 settembre - Dario Desi, conduttore radiofonico, opinionista e disc jockey italiano
- 3 settembre - Pat Hoed, cantante e conduttore radiofonico statunitense
- 3 settembre - Paul Ramsey, ex calciatore nordirlandese
- 3 settembre - Sergej Rodionov, ex calciatore e allenatore di calcio sovietico
- 3 settembre - Carlo Sarandrea, esperantista italiano
- 3 settembre - Mary Sellers, attrice e regista statunitense
- 4 settembre - Jean Brucy, pilota motociclistico e copilota di rally francese
- 4 settembre - Giampio Devasini, vescovo cattolico italiano
- 4 settembre - Csilla Hosszú, ex cestista rumena
- 4 settembre - David Lagercrantz, scrittore e giornalista svedese
- 4 settembre - Patrice Lagisquet, ex rugbista a 15 e allenatore di rugby a 15 francese
- 4 settembre - Francesco Mari, politico italiano
- 4 settembre - Francisco Carlos Martins Vidal, ex calciatore brasiliano
- 4 settembre - Fanta Régina Nacro, regista burkinabé
- 4 settembre - Piersandro Pallavicini, scrittore italiano
- 4 settembre - Antonio Rigopoulos, indologo e traduttore italiano
- 4 settembre - Amadeus, conduttore televisivo, conduttore radiofonico e showman italiano
- 4 settembre - Satoru Shibata, dirigente d'azienda giapponese
- 4 settembre - Leonardo Surro, dirigente sportivo e ex calciatore italiano
- 4 settembre - Shin'ya Yamanaka, medico giapponese
- 5 settembre - Orna Barbivai, generale e politica israeliana
- 5 settembre - Matthew Barry, attore statunitense
- 5 settembre - Chris van Dinten, ex cestista olandese
- 5 settembre - Arsen Fadzaev, lottatore sovietico
- 5 settembre - Joni Nyman, ex pugile finlandese
- 5 settembre - Julia Unterberger, avvocato e politica italiana
- 5 settembre - Peter Wingfield, attore e medico gallese
- 6 settembre - Klaus Bodenmüller, ex pesista austriaco
- 6 settembre - Doug Boyle, chitarrista e compositore britannico
- 6 settembre - Chris Christie, politico statunitense
- 6 settembre - DJ Hell, disc-jockey tedesco
- 6 settembre - Vincent Duluc, giornalista francese
- 6 settembre - Holger Fach, dirigente sportivo, allenatore di calcio e ex calciatore tedesco
- 6 settembre - Gaetano Gennai, comico italiano
- 6 settembre - Jeff Green, pilota automobilistico statunitense
- 6 settembre - Marina Kaljurand, politica, diplomatica e ex giocatrice di badminton estone
- 6 settembre - Olivera Krivokapić, ex cestista jugoslava
- 6 settembre - Pier Marino Mularoni, politico sammarinese
- 6 settembre - Girolamo Panzetta, conduttore televisivo e attore italiano
- 6 settembre - Mark Warburton, allenatore di calcio e ex calciatore inglese
- 6 settembre - Kevin Willis, ex cestista statunitense
- 7 settembre - Siddiq Barmak, produttore cinematografico, sceneggiatore e regista cinematografico afghano
- 7 settembre - Daniel Bergman, regista e sceneggiatore svedese
- 7 settembre - Moreno Burattini, fumettista italiano
- 7 settembre - Oleksij Danilov, politico e funzionario ucraino
- 7 settembre - Vincent Ducrot, imprenditore svizzero
- 7 settembre - Vladislav Đukić, allenatore di calcio e ex calciatore jugoslavo
- 7 settembre - Jennifer Egan, scrittrice statunitense
- 7 settembre - Andrew Granville, matematico britannico
- 7 settembre - Mako Hyōdō, attrice, doppiatrice e cantante giapponese
- 7 settembre - A.J. Lachowecki, ex giocatore di calcio a 5 statunitense
- 8 settembre - Sergio Casal, allenatore di tennis e ex tennista spagnolo
- 8 settembre - Ewa Grabowska, ex sciatrice alpina polacca
- 8 settembre - Thomas Kretschmann, attore tedesco
- 8 settembre - Antonio Montinaro, poliziotto italiano († 1992)
- 8 settembre - Carlos Eduardo Muñoz, ex calciatore messicano
- 8 settembre - Muchady Sedaev, ex sollevatore sovietico
- 8 settembre - Glauco Venier, pianista e compositore italiano
- 8 settembre - Jay Ziskrout, batterista statunitense
- 9 settembre - Kevin Brock, allenatore di calcio e ex calciatore inglese
- 9 settembre - Marco De Benedetti, imprenditore e dirigente d'azienda italiano
- 9 settembre - Alessandra Faiella, comica e attrice italiana
- 9 settembre - Kaija Kärkinen, cantante e attrice finlandese
- 9 settembre - Mark Linkous, polistrumentista e cantante statunitense († 2010)
- 9 settembre - Liza Marklund, scrittrice e giornalista svedese
- 9 settembre - Fatma Samba Diouf Samoura, diplomatica e dirigente sportiva senegalese
- 9 settembre - Jack Trudeau, ex giocatore di football americano statunitense
- 10 settembre - Laura Castelletti, politica italiana
- 10 settembre - Roberto Gaggioli, dirigente sportivo, ex ciclista su strada e ciclocrossista italiano
- 10 settembre - Kaija Koo, cantante finlandese
- 10 settembre - Michail Mizincev, generale e mercenario russo
- 10 settembre - Wayne Pivac, ex rugbista a 15 e allenatore di rugby a 15 neozelandese
- 10 settembre - Saverio Ruperto, giurista italiano
- 10 settembre - Tarek William Saab, politico, poeta e avvocato venezuelano
- 11 settembre - Nadia Dandolo, mezzofondista italiana
- 11 settembre - Filip Dewinter, politico belga
- 11 settembre - Aidan Dodson, egittologo inglese
- 11 settembre - Bertin Ebwellé, allenatore di calcio e ex calciatore camerunese
- 11 settembre - Pierre Huyghe, artista francese
- 11 settembre - Kristy McNichol, attrice e cantante statunitense
- 11 settembre - Claudia Nordhoff, storica dell'arte tedesca
- 11 settembre - Ricardo Roberto Barreto da Rocha, ex calciatore brasiliano
- 11 settembre - Julio Salinas, ex calciatore spagnolo
- 11 settembre - Mauro Scocco, cantante e polistrumentista svedese
- 12 settembre - Mary Kay Adams, attrice statunitense
- 12 settembre - Sunay Akın, poeta, scrittore e conduttore televisivo turco
- 12 settembre - Juan Atkins, musicista statunitense
- 12 settembre - Ricard Casas Gurt, allenatore di pallacanestro spagnolo
- 12 settembre - Héctor Gil, ex cestista dominicano
- 12 settembre - Agim Gruda, allenatore di pallacanestro albanese
- 12 settembre - Dino Merlin, cantante e musicista bosniaco
- 12 settembre - Juanma Navas, attore e cantante spagnolo
- 12 settembre - Flōros Nikolaou, ex calciatore cipriota
- 12 settembre - Michel Qissi, attore e artista marziale marocchino
- 12 settembre - Claudia Shear, attrice e drammaturga statunitense
- 12 settembre - Altynbek Sársenbaev, politico kazako († 2006)
- 12 settembre - Amy Yasbeck, attrice statunitense
- 13 settembre - Hisao Egawa, doppiatore giapponese
- 13 settembre - Brian Fowler, ex ciclista su strada neozelandese
- 13 settembre - Anthony Jones, ex cestista statunitense
- 13 settembre - Gyula Pálóczi, lunghista ungherese († 2009)
- 13 settembre - Giovanni Sanga, politico italiano
- 13 settembre - Emil Tode, scrittore estone
- 13 settembre - Ann Wagner, politica e ambasciatrice statunitense
- 13 settembre - Loris Zanotti, ex calciatore sammarinese
- 14 settembre - Mariano Apicella, cantante e chitarrista italiano
- 14 settembre - Gianluca Benamati, politico italiano
- 14 settembre - Bonnie Jo Campbell, scrittrice statunitense
- 14 settembre - George Lawrence, ex calciatore inglese
- 14 settembre - Madhavi, attrice indiana
- 14 settembre - Marco Marzocca, comico, attore e imitatore italiano
- 14 settembre - Hamlet Mxit'aryan, calciatore sovietico († 1996)
- 14 settembre - Tore Nilsen, ex calciatore norvegese
- 14 settembre - Evgenij Vadimovič Rojzman, politico russo
- 14 settembre - René Sylvestre, giurista haitiano († 2021)
- 14 settembre - Yang Zhaohui, ex calciatore cinese
- 15 settembre - Paolo Filippi, politico italiano († 2021)
- 15 settembre - Gian Antonio Girelli, politico italiano
- 15 settembre - Éric Lavaine, regista e sceneggiatore francese
- 15 settembre - Orlando Marrero, ex cestista portoricano
- 15 settembre - Scott McNeil, attore e doppiatore australiano
- 15 settembre - Rebecca Miller, regista, attrice e sceneggiatrice statunitense
- 15 settembre - Fausto Pari, dirigente sportivo e ex calciatore italiano
- 15 settembre - Alessandro Renica, ex calciatore e allenatore di calcio italiano
- 15 settembre - Stepan Sarkisjan, ex lottatore armeno
- 15 settembre - Luc Sonor, ex calciatore francese
- 16 settembre - Roberto Grigis, ex sciatore alpino italiano
- 16 settembre - Erik Hajas, ex pallamanista svedese
- 16 settembre - Liisa Hamalainen, ex cestista finlandese
- 16 settembre - Håkan Juholt, giornalista, politico e diplomatico svedese
- 16 settembre - Enzo Minerva, scacchista e compositore di scacchi italiano
- 16 settembre - Goran Perkovac, ex pallamanista e allenatore di pallamano croato
- 16 settembre - Hervé Phélippeau, ex mezzofondista francese
- 16 settembre - Claudio von Planta, regista svizzero
- 16 settembre - Roger Ross Williams, regista, sceneggiatore e produttore cinematografico statunitense
- 16 settembre - Eva Váňová, ex cestista slovacca
- 17 settembre - Fátima Bernardes, giornalista e conduttrice televisiva brasiliana
- 17 settembre - Steinar Bråten, ex saltatore con gli sci norvegese
- 17 settembre - Luis Caballero, calciatore paraguaiano († 2005)
- 17 settembre - Angelo Destasio, ex cestista italiano
- 17 settembre - Paul Feig, regista, sceneggiatore e attore statunitense
- 17 settembre - Rimantas Grigas, allenatore di pallacanestro lituano
- 17 settembre - Baz Luhrmann, regista, sceneggiatore e produttore cinematografico australiano
- 17 settembre - Hisham Muhammad Qandil, politico egiziano
- 17 settembre - Dustin Nguyen, attore e artista marziale vietnamita
- 17 settembre - Don Rogers, giocatore di football americano statunitense († 1986)
- 17 settembre - Steffi Walter, slittinista tedesca orientale († 2017)
- 17 settembre - BeBe Winans, cantante statunitense
- 17 settembre - Xu Jun, scacchista cinese
- 18 settembre - Donato Bergamini, calciatore italiano († 1989)
- 18 settembre - Joanne Catherall, cantante britannica
- 18 settembre - Tony Harnell, cantante statunitense
- 18 settembre - Li Yongbo, ex giocatore di badminton cinese
- 18 settembre - Manuel Sousa, ex cestista e allenatore di pallacanestro angolano
- 18 settembre - Euro Tarsilli, carabiniere italiano († 1982)
- 19 settembre - Davide Boni, politico italiano
- 19 settembre - Gaetano Dentamaro, pubblicista italiano
- 19 settembre - Pascal Dupraz, allenatore di calcio e ex calciatore francese
- 19 settembre - Stefano Farina, arbitro di calcio italiano († 2017)
- 19 settembre - Vitowar, disc jockey e conduttore radiofonico italiano
- 19 settembre - Marios Hadjiandreou, ex triplista cipriota
- 19 settembre - Roland Roli Moser, ex calciatore liechtensteinese
- 19 settembre - Masumi Oshima, scrittrice giapponese
- 19 settembre - Cheri Oteri, comica, imitatrice e attrice statunitense
- 19 settembre - Bruno Todeschini, attore svizzero
- 20 settembre - Jim Al-Khalili, fisico e divulgatore scientifico britannico
- 20 settembre - Gianluca Becuzzi, musicista e compositore italiano
- 20 settembre - Vittorio De Angelis, doppiatore, dialoghista e direttore del doppiaggio italiano († 2015)
- 20 settembre - Jean-Louis Garcia, allenatore di calcio e ex calciatore francese
- 20 settembre - Frank Luypaert, allenatore di calcio a 5 e ex giocatore di calcio a 5 belga
- 20 settembre - Federico Paghi, ex hockeista su pista e allenatore di hockey su pista italiano
- 20 settembre - Miguel Ángel Pesce, economista argentino
- 20 settembre - Patrizia Salerno, doppiatrice italiana
- 20 settembre - Ayşegül İşsever, attrice turca
- 21 settembre - Franco Gabrieli, allenatore di calcio e ex calciatore italiano
- 21 settembre - Maurizio Gridelli, ex calciatore italiano
- 21 settembre - Joe Johnson, ex giocatore di football americano statunitense
- 21 settembre - Rob Morrow, attore e regista statunitense
- 21 settembre - Michael Potts, attore e cantante statunitense
- 21 settembre - Modestino Preziosi, ultramaratoneta italiano
- 21 settembre - Rune Richardsen, calciatore norvegese († 2023)
- 21 settembre - Andy Ton, ex hockeista su ghiaccio italiano
- 21 settembre - Roberta Torre, regista e sceneggiatrice italiana
- 21 settembre - Hong Ying, scrittrice e poetessa cinese
- 21 settembre - Peter Åslin, hockeista su ghiaccio svedese († 2012)
- 22 settembre - Michael Gilden, attore statunitense († 2006)
- 22 settembre - Andries Jonker, allenatore di calcio olandese
- 22 settembre - Paolo Stringara, allenatore di calcio e ex calciatore italiano
- 23 settembre - Stefano Andreucci, fumettista italiano
- 23 settembre - Cosimo Fusco, attore italiano
- 23 settembre - John Harbaugh, ex giocatore di football americano e allenatore di football americano statunitense
- 23 settembre - Gabriella Lunghi, conduttrice televisiva e cantante italiana
- 23 settembre - Paulo Ricardo, cantante, compositore e attore brasiliano
- 23 settembre - Jack Pierce, ex ostacolista statunitense
- 24 settembre - Stefano Bettinelli, allenatore di calcio e ex calciatore italiano
- 24 settembre - Rosamund Kwan, attrice cinese
- 24 settembre - Ally McCoist, ex calciatore e allenatore di calcio scozzese
- 24 settembre - Mike Phelan, allenatore di calcio, dirigente sportivo e ex calciatore inglese
- 24 settembre - Rochus Josef Tatamai, arcivescovo cattolico papuano
- 24 settembre - Nia Vardalos, attrice, sceneggiatrice e regista canadese
- 25 settembre - José María Aguilar, dirigente sportivo argentino
- 25 settembre - David Bedella, attore e cantante statunitense
- 25 settembre - Ales' Bjaljacki, attivista bielorusso
- 25 settembre - Alessandro Dimai, astronomo italiano († 2019)
- 25 settembre - Joël Gaspoz, ex sciatore alpino svizzero
- 25 settembre - Vicki Nelson, ex tennista statunitense
- 25 settembre - Philippa Roe, politica britannica († 2022)
- 25 settembre - Marilyn Strickland, politica statunitense
- 25 settembre - Beth Toussaint, attrice statunitense
- 25 settembre - Aida Turturro, attrice statunitense
- 25 settembre - Dariusz Wdowczyk, allenatore di calcio e ex calciatore polacco
- 26 settembre - Melissa Sue Anderson, attrice statunitense
- 26 settembre - Jonas Bergqvist, ex hockeista su ghiaccio svedese
- 26 settembre - Patrick Bristow, attore statunitense
- 26 settembre - Gregory Crewdson, fotografo statunitense
- 26 settembre - Jim Deines, ex cestista statunitense
- 26 settembre - Pierre-André Dumas, vescovo cattolico haitiano
- 26 settembre - Mark Haddon, scrittore e poeta britannico
- 26 settembre - Dragan Mance, calciatore serbo († 1985)
- 26 settembre - Steve Moneghetti, ex maratoneta e mezzofondista australiano
- 26 settembre - Ólafur Jóhann Ólafsson, scrittore e manager islandese
- 26 settembre - Chunky Pandey, attore indiano
- 26 settembre - Antonio Pintus, preparatore atletico italiano
- 26 settembre - Tracey Thorn, cantautrice inglese
- 26 settembre - Emmanuel Trégoat, allenatore di calcio francese
- 26 settembre - Leena Vestala, ex cestista finlandese
- 26 settembre - Jacky Wu, cantante, attore e conduttore televisivo taiwanese
- 27 settembre - Khaled Al Khamissi, scrittore, regista e giornalista egiziano
- 27 settembre - Yawe Davis, pugile italiano († 2024)
- 27 settembre - Hans Deunk, ex calciatore norvegese
- 27 settembre - Geppi Di Stasio, attore, regista e drammaturgo italiano
- 27 settembre - Gábor Fodor, politico ungherese
- 27 settembre - Christelle Guignard, ex sciatrice alpina francese
- 27 settembre - Miodrag Kadija, allenatore di pallacanestro montenegrino
- 27 settembre - Mark Leonard, ex calciatore inglese
- 27 settembre - Francesco Mandragona, ex canoista italiano
- 27 settembre - Iosif Rotariu, ex calciatore rumeno
- 28 settembre - Alena Anisim, politica e linguista bielorussa
- 28 settembre - Anne-Marie Fox, ex modella e fotografa statunitense
- 28 settembre - Irving Fryar, giocatore di football americano statunitense
- 28 settembre - Grant Fuhr, ex hockeista su ghiaccio canadese
- 28 settembre - Fahad Khamees, ex calciatore emiratino
- 28 settembre - Kathleen Marshall, coreografa e regista teatrale statunitense
- 28 settembre - Ted McMinn, allenatore di calcio e ex calciatore scozzese
- 28 settembre - Fred Merkel, pilota motociclistico statunitense
- 28 settembre - Harm van Veldhoven, dirigente sportivo, allenatore di calcio e ex calciatore olandese
- 28 settembre - Suzanne Whang, conduttrice televisiva, attrice e comica statunitense († 2019)
- 29 settembre - Janne Andersson, allenatore di calcio e ex calciatore svedese
- 29 settembre - Roger Bart, attore statunitense
- 29 settembre - Lauren Brice, attrice pornografica statunitense († 2015)
- 29 settembre - Castrense Campanella, ex calciatore italiano
- 29 settembre - Luigi Ciavardini, ex terrorista italiano
- 29 settembre - Néstor Clausen, allenatore di calcio e ex calciatore argentino
- 29 settembre - Gino Cossaro, ex calciatore italiano
- 29 settembre - Helena Dalli, politica maltese
- 29 settembre - Marco Giunio De Sanctis, ex boccista e dirigente sportivo italiano
- 29 settembre - Bernhard Flaschberger, ex sciatore alpino austriaco
- 29 settembre - Stefan Niederseer, ex sciatore alpino austriaco
- 29 settembre - Al Pitrelli, chitarrista statunitense
- 29 settembre - Maurizio Trombetta, allenatore di calcio e ex calciatore italiano
- 29 settembre - Nicky Walker, ex calciatore scozzese
- 30 settembre - John Alite, mafioso e collaboratore di giustizia statunitense
- 30 settembre - Massimo Bottura, cuoco, gastronomo e imprenditore italiano
- 30 settembre - Loriano Cipriani, ex calciatore italiano
- 30 settembre - Borislav Cvetković, allenatore di calcio e ex calciatore serbo
- 30 settembre - Dariusz Dziekanowski, ex calciatore e allenatore di calcio polacco
- 30 settembre - Rolf Gölz, ex ciclista su strada, pistard e dirigente sportivo tedesco
- 30 settembre - Tina Gustafsson, ex nuotatrice svedese
- 30 settembre - Jan-Gregor Kremp, attore tedesco
- 30 settembre - Marley Marl, produttore discografico e beatmaker statunitense
- 30 settembre - Jean-Paul van Poppel, dirigente sportivo e ex ciclista su strada olandese
- 30 settembre - Frank Rijkaard, ex calciatore e allenatore di calcio olandese
- 30 settembre - José Antonio Ñíguez, ex calciatore spagnolo